# Ludwig Kohl-Larsen
Ludwig Kohl-Larsen, geborener Kohl (* 5. April 1884 in Landau in der Pfalz; † 12. November 1969 in Thumen, Sigmarszell) war ein deutscher Arzt, Paläontologe und Forschungsreisender.

## Leben

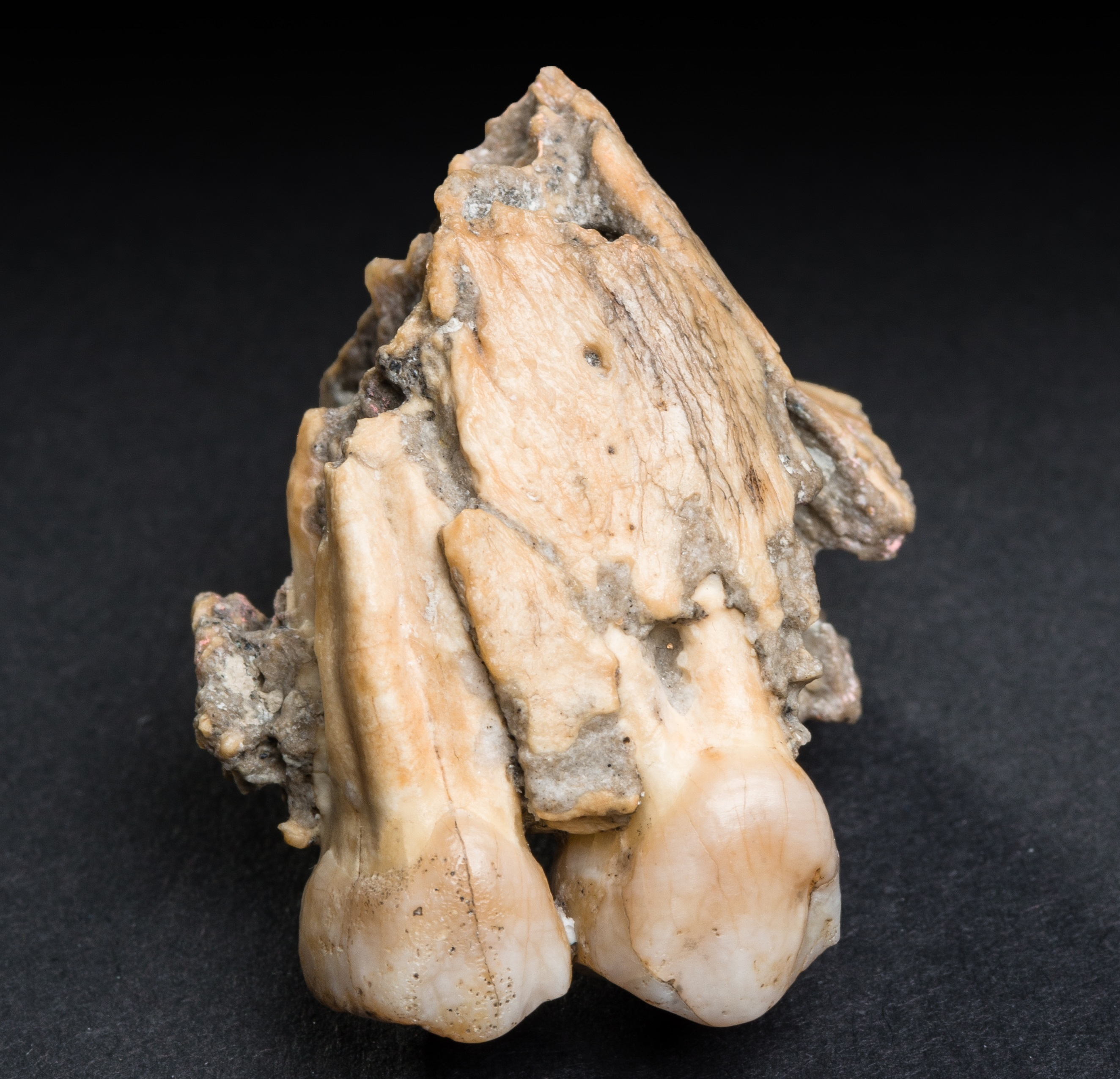
Oberkiefer-Fragment eines Australopithecus afarensis (Garusi 1) vom Garusi-Fluss, Tansania, 3,6 Millionen Jahre alt. Kohl-Larsen-Sammlung, Museum der Universität Tübingen MUT

Ludwig Kohl besuchte die Schule in Landau in der Pfalz, studierte Medizin in München und wurde 1903 Mitglied des rheinpfälzischen Corps Transrhenania. 1911 reiste er als Schiffsarzt auf der Deutschland mit Wilhelm Filchner in die Antarktis, konnte aber nach einer Appendicitis nicht an der eigentlichen Expedition ins Wedellmeer teilnehmen. Auf Südgeorgien kurierte er sich aus und lernte dabei seine spätere Frau Margit Larsen (1891–1990), die Tochter Carl Anton Larsens, des Gründers von Grytviken, kennen. Nach der Hochzeit 1913 nannte er sich Kohl-Larsen. Zur Zeit des Ersten Weltkriegs war er als Regierungsarzt in Mikronesien tätig. 1928 besuchte er Südgeorgien gemeinsam mit seiner Frau und dem Kameramann Albert Benitz und führte dort die erste wissenschaftliche Expedition zur Erkundung der Insel durch. Nach ihm ist das Kohl-Plateau benannt. 1931 nahm er an der Arktisfahrt des Luftschiffs LZ 127 Graf Zeppelin teil.
In den 1930er-Jahren unternahm Kohl-Larsen, teils im Auftrag der Deutschen Forschungsgemeinschaft, zahlreiche Expeditionen, zum Beispiel in polare Gegenden und nach Ostafrika zum Volk der Hadzabe. 1934 begab er sich im einstmaligen Deutsch-Ostafrika auf die Suche nach dem „Urmenschen“. Im Gebiet des heutigen Staates Tansania fand er 1935 u. a. das Fossil Eyasi 1, das heute tatsächlich als früher anatomisch moderner Mensch (Homo sapiens) gilt. 1938/39 entdeckte er in Laetoli (Tansania) die ersten Knochen des später so benannten Australopithecus afarensis (u. a. das Fragment eines Oberkiefers, das sogenannte Garusi-Fragment, heute meist Garusi 1 genannt), ohne sich über deren Bedeutung im Klaren zu sein und einen neuen Artnamen zu vergeben. Mit ein paar Teilen eines Kieferknochens versuchte er, wieder zurück in Deutschland, bei vielen Organisationen Geld für seine Forschungsarbeit in Ostafrika zu erbitten.
Kohl-Larsen war überzeugter Nationalsozialist, er war bereits zum 1. November 1930 der NSDAP (Mitgliedsnummer 355.846) und der SA beigetreten, sowie Kolonial-Revisionist; er versuchte zu beweisen, dass alle Menschen zwar einen gemeinsamen Ursprung hätten, jedoch die afrikanischen Völker auf dem Stand des „Urmenschen“ zurückgeblieben wären, während sich die „arischen“ Völker weiterentwickelt hätten. 1939 wurde Kohl-Larsen Professor für Völkerkunde an der Eberhard Karls Universität Tübingen. Im Zuge der Entnazifizierung verlor er seine Professur, arbeitete aber ab 1949 wieder am Institut für Ur- und Frühgeschichte in Tübingen. Sein mehrere tausend Objekte umfassender Nachlass ist in der Kohl-Larsen-Sammlung des Instituts für Ur- und Frühgeschichte bzw. des Museums der Universität Tübingen zusammengefasst.

## Auszeichnungen
Seine Heimatstadt Landau in der Pfalz ernannte ihn 1964 zum Ehrenbürger. Die Ehrenbürgerwürde wurde Kohl-Larsen aufgrund seiner „erheblichen nationalsozialistischen Belastung“ am 4. Juni 2024 vom Stadtrat postum aberkannt.
Außerdem wurde in Landau eine Straße nach ihm benannt. Der Stadtrat in Landau beschloss Ende April 2024, diese Straße umzubenennen; da jedoch im Februar 2025 ein Bürgerentscheid für die Beibehaltung stimmte, wurde sie nicht umbenannt.

## Schriften (Auswahl)

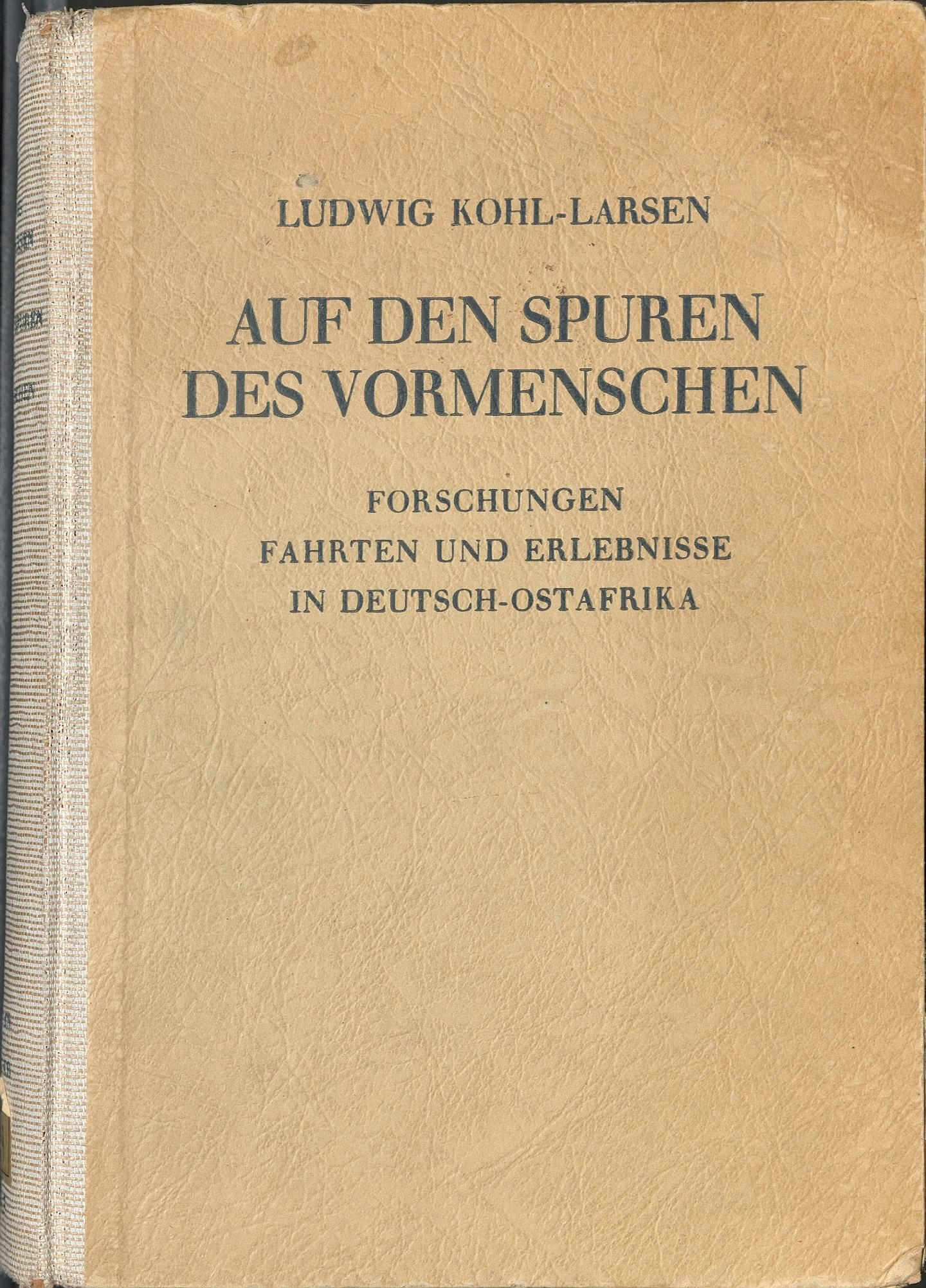
Ostafrika-Forschungsreise (erschienen 1943)

- Die Issansu, Ackerbauer und Viehzüchter im abflußlosen Gebiet Deutsch-Ostafrikas. Medizin und Kult. Veröffentlichung der Reichsstelle für den Unterrichtsfilm. Reichsstelle für den Unterrichtsfilm, 1941
- Auf den Spuren des Vormenschen. Forschungen, Fahrten und Erlebnisse in Deutsch-Ostafrika. 2 Bände. Strecker und Schröder, Stuttgart. 1943
- Ludwig Kohl-Larsen: Das Elefantenspiel. Mythen, Riesen und Stammessagen. Volkserzählungen der Tindiga. Erich Röth-Verlag, Eisenach • Kassel 1956.. Eine Sammlung von Mythen der Hadzabe: Riesen, Origin der Ordnung in der Welt, Stammessagen, anekdotische Märchen.
- Der große Zug nach Mitternacht. Eine Wanderung mit den Lappen zum Nördlichen Eismeer. Kassel 1958

## Belege
1. ↑  Kösener Corpslisten 1960, 115, 194
2. ↑  Kohl-Larsen Plateau, South Georgia and the South Sandwich Islands - Geographical Names, map, geographic coordinates. Abgerufen am 21. März 2022.
3. ↑  Robert Headland: The Island of South Georgia. CUP Archive, 1992, ISBN 0-521-42474-7 (englisch, eingeschränkte Vorschau in der Google-Buchsuche [abgerufen am 21. März 2022]).
4. ↑  Kurt Hassert: Die Polarforschung. Geschichte der Entdeckungsreisen zum Nord- und Südpol. Wilhelm Goldmann Verlag, München 1956, S. 198.
5. ↑  Pierre-François Puecha, François Cianfaranic and Helga Roth: Reconstruction of the maxillary dental arcade of Garusi Hominid 1. Journal of Human Evolution 15/5, July 1986, S. 325–332,doi:10.1016/S0047-2484(86)80015-X.
6. ↑  Bundesarchiv R 9361-IX KARTEI/22070576
7. ↑  Ehrenbürgerliste der Stadt Landau in der Pfalz, abgerufen am 8. Juli 2024.
8. ↑  Sebastian Böckmann: Einstimmig: Kohl-Larsen kein Ehrenbürger mehr. In: Die Rheinpfalz, 5. Juni 2024, abgerufen am 8. Juli 2024.
9. ↑   Die Rheinpfalz 30. April 2024
10. ↑  Bundestagswahl und Bürgerentscheid in Landau: Das sind die Ergebnisse! In: www.landau.de. 24. Februar 2025, abgerufen am 9. Juli 2025.

| Personendaten    | Personendaten                                  |
| ---------------- | ---------------------------------------------- |
| NAME             | Kohl-Larsen, Ludwig                            |
| ALTERNATIVNAMEN  | Kohl, Ludwig (Geburtsname)                     |
| KURZBESCHREIBUNG | deutscher Paläontologe und Forschungsreisender |
| GEBURTSDATUM     | 5. April 1884                                  |
| GEBURTSORT       | Landau in der Pfalz                            |
| STERBEDATUM      | 12. November 1969                              |
| STERBEORT        | Sigmarszell                                    |